# 拉勒勒 (大西洋比利牛斯省)
拉勒勒（法語：Larreule，法語發音：[laʁœl]）是法国大西洋比利牛斯省的一个市镇，属于波城区。

## 地理
拉勒勒（43°28'41"N, 0°28'22"W）面积10.05 平方千米，位于法国新阿基坦大区大西洋比利牛斯省，该省份为法国东南部省份，涵盖了贝阿恩与北巴斯克，西临大西洋比斯開灣，北至朗德省，东北接热尔省，东临上比利牛斯省，南与西班牙接壤。
与拉勒勒接壤的市镇（或旧市镇、城区）包括：菲舒斯-里于马尤、加罗斯、隆松、马兹罗勒、莫马斯、于藏。

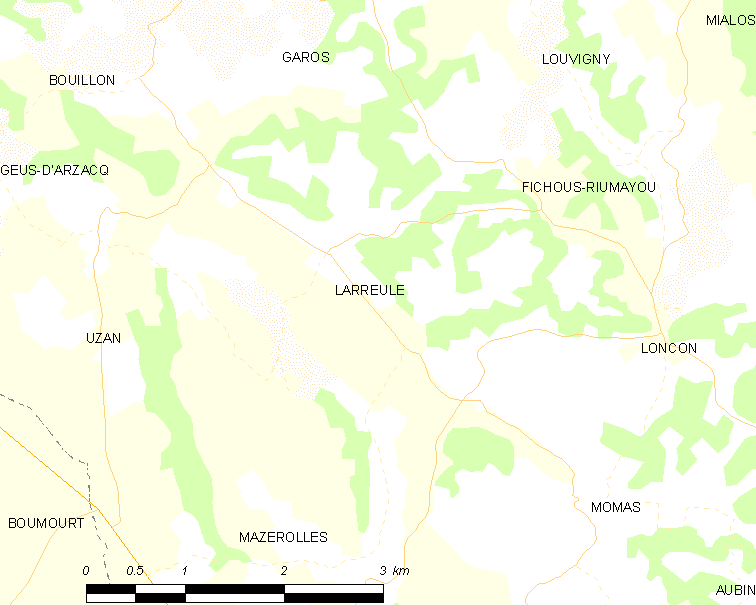
的OSM定位图

拉勒勒的时区为UTC+01:00、UTC+02:00（夏令时）。

## 行政
拉勒勒的邮政编码为64410，INSEE市镇编码为64318。

## 政治
拉勒勒所属的省级选区为阿尔蒂克斯和苏贝斯特尔地区县。

## 人口

1962-2008年间人口变化图示

拉勒勒于2022年1月1日时的人口数量为192人。